# Hotepsechemoei
Hotepsechemoei was de eerste koning (farao) van de 2e dynastie.

## Naam
De koning heeft verschillende namen. Zoals gebruikelijk was in de 1e en 2e dynastie, zijn de koningen bekend van hun Horusnaam. Tijdens zijn regering stond hij bekend als hotepsechemoei, wat betekent: “De twee machten zijn tevreden”. Bestaande uit het teken voor altaar (hotep) en twee staffen (sechem-oei).
De horusnaam van Hotepsechemoei heeft de interesse van Egyptologen en historici, het zou namelijk een hint geven op de turbulente politiek in die tijd. Het Egyptische woord hotep heeft verschillende betekenissen: “vredig” of “tevreden zijn”, “verzoening” of “te verzoenen”. Dus de volledige naam vertaalt zich als: “de twee machten zijn verzoend” of “tevreden zijn de machten” wat een politieke mening suggereert. In deze context zouden de “de twee machten” verwijzen naar Opper-Egypte en Neder-Egypte of naar Horus en Seth..
Zijn nebtynaam luidt: Hotep Nebti, wat betekent: “De twee vrouwen zijn tevreden” en zijn cartouche is Bedjataoe. Vanaf de regering van Hotepsechemoei werd het een traditie om de Horusnaam en de Nebtynaam op dezelfde manier te schrijven. Er wordt gedacht dat dit een soort van filosofische achtergrond heeft. Dezelfde Horus- en Nebtynaam zou ook betekenen dat de Horusnaam werd toegekend na het bestijgen van de troon.
Postuum werd de farao vernoemd naar zijn cartouche, zoals dat gebruikelijk was vanaf de 4e dynastie. De naam werd niet goed gelezen waardoor het verbasterd is.
- Bedjataoe op de schrijftafel van Gizeh;
- Bedjaoe in de koningslijst van Abydos;
- Baoe-netjer in de koningslijst van Saqqara en in de koningslijst van Turijn;
- Boêthos in het werk van Manetho;

|                |     |     |   |
| \| \| \| \| \| |     |     |   |
|                |     |     |   |
| b              | U28 | U30 | w |

| b | U28 | U30 | w |

|                |     |     |   |
| \| \| \| \| \| |     |     |   |
|                |     |     |   |
| b              | U28 | U30 | w |

| b | U28 | U30 | w |

|                |     |     |   |
| \| \| \| \| \| |     |     |   |
|                |     |     |   |
| b              | U28 | U30 | w |

| b | U28 | U30 | w |

|                |     |     |   |
| \| \| \| \| \| |     |     |   |
|                |     |     |   |
| b              | U28 | U30 | w |

| b | U28 | U30 | w |

|                |     |     |   |
| \| \| \| \| \| |     |     |   |
|                |     |     |   |
| b              | U28 | U30 | w |

| b | U28 | U30 | w |

|                |     |     |   |
| \| \| \| \| \| |     |     |   |
|                |     |     |   |
| b              | U28 | U30 | w |

| b | U28 | U30 | w |

|                |     |     |   |
| \| \| \| \| \| |     |     |   |
|                |     |     |   |
| b              | U28 | U30 | w |

| b | U28 | U30 | w |

|                |     |     |   |
| \| \| \| \| \| |     |     |   |
|                |     |     |   |
| b              | U28 | U30 | w |

| b | U28 | U30 | w |

|                |     |   |     |
| \| \| \| \| \| |     |   |     |
|                |     |   |     |
| b              | U28 | w | P11 |

| b | U28 | w | P11 |

|                |     |   |     |
| \| \| \| \| \| |     |   |     |
|                |     |   |     |
| b              | U28 | w | P11 |

| b | U28 | w | P11 |

|                |     |   |     |
| \| \| \| \| \| |     |   |     |
|                |     |   |     |
| b              | U28 | w | P11 |

| b | U28 | w | P11 |

|                |     |   |     |
| \| \| \| \| \| |     |   |     |
|                |     |   |     |
| b              | U28 | w | P11 |

| b | U28 | w | P11 |

|                |     |   |     |
| \| \| \| \| \| |     |   |     |
|                |     |   |     |
| b              | U28 | w | P11 |

| b | U28 | w | P11 |

|                |     |   |     |
| \| \| \| \| \| |     |   |     |
|                |     |   |     |
| b              | U28 | w | P11 |

| b | U28 | w | P11 |

|                |     |   |     |
| \| \| \| \| \| |     |   |     |
|                |     |   |     |
| b              | U28 | w | P11 |

| b | U28 | w | P11 |

|                |     |   |     |
| \| \| \| \| \| |     |   |     |
|                |     |   |     |
| b              | U28 | w | P11 |

| b | U28 | w | P11 |

|          |     |
| \| \| \| |     |
|          |     |
| R8       | G30 |

| R8 | G30 |

|          |     |
| \| \| \| |     |
|          |     |
| R8       | G30 |

| R8 | G30 |

|          |     |
| \| \| \| |     |
|          |     |
| R8       | G30 |

| R8 | G30 |

|          |     |
| \| \| \| |     |
|          |     |
| R8       | G30 |

| R8 | G30 |

|          |     |
| \| \| \| |     |
|          |     |
| R8       | G30 |

| R8 | G30 |

|          |     |
| \| \| \| |     |
|          |     |
| R8       | G30 |

| R8 | G30 |

|          |     |
| \| \| \| |     |
|          |     |
| R8       | G30 |

| R8 | G30 |

|          |     |
| \| \| \| |     |
|          |     |
| R8       | G30 |

| R8 | G30 |

## Familie
De overgang van 1e dynastie van Egypte naar de 2e dynastie is niet duidelijk, zodoende is er ook onduidelijkheid over de familie van Hotepsechemoei. Wat wel duidelijk is, is dat de farao geen familie is van de 1e dynastie. Mogelijk dat Hotepsechemoei zijn functie als farao te danken heeft aan het trouwen van een erf-prinses uit de 1e dynastie. Uit de annalen is duidelijk dat hij ook een broer had, die verantwoordelijk was voor zijn dood. En dat de farao mogelijk een kleinzoon zou zijn geweest van farao Qa'a, toch bestaat er enige verwantschap want hij offerde aan de voormalige farao.
Vermoedelijk had hij een zoon die Perneb heet. Dit kan worden afgeleid uit een titel van Perneb, "Zoon van de koning". Een andere titel van Perneb is "Priester van Sopdoe".

## Regering
Er is weinig bekend van de regering van Hotepsechemoei. Contemporaine bronnen laten duidelijk zien dat hij de troon besteeg na een periode van politieke strijd. De vorige heersers regeerden kortdurend zoals Horus Vogel, Sneferka en Sechet. Er wordt gedacht dat Horus Vogel een alternatieve naam is voor koning Qaä, die het kortdurend gebruikte. De Egyptologen Wolfgang Helck, Dietrich Wildung en George Reisner wijzen op het graf van Qaa, dit werd geplunderd aan het einde van de 1e dynastie van Egypte en weer gerestaureerd onder het bewind van Hotepsechemoei. Het plunderen van de begraafplaats en de verzoenende naam van Hotepsechemoei zijn aanwijzingen van een dynastieke strijd. Wolgang Helck voegt daar nog bij, dat de koningen Sneferka en Horus Vogel zijn weggelaten van de latere koningslijsten vanwege hun strijd voor de Egyptische troon en de ineenstorting van de eerste dynastie.
Afdrukken van zegels leveren bewijs van een nieuwe koninklijke residentie vlak bij Thinis genaamd Hor-Chai-seba oftewel “Horus de schijnende ster” dat werd gemaakt tijdens zijn regering. Hij liet een tempel bouwen vlak bij Boeto voor de weinig bekende godin Netjer-Achty en stichtte een kapel “Kapel van de witte kroon”. In de tempel werd ook een beeld gevonden van de priester van Netjer-Achty: Hotepdiëf of Redjit.
De benaming van de kapel in de tempel zou een bewijs zijn van de origine van Hotepsechemoei's dynastie, wat er op wijst dat de bron van de politieke macht in Opper-Egypte lag. Egyptologen zoals Nabil Swelim wijzen erop dat er geen inscriptie is van zijn Sed-festival, dus zou de heerser nooit langer dan 30 jaar hebben geregeerd.
Volgens het werk van Manetho was de eerste koning van de Dynastie II, Boêthus en regeerde 38 jaar. Tijdens zijn regering werd er een afgrond in Boebastis geopend en velen gingen dood. Hoewel Manetho dit schreef in de 3e eeuw v. Chr., ongeveer twee millennia na de regering van de koning, denken sommige archeologen dat het mogelijk is dat de anekdote is gebaseerd op een feit. Aangezien de regio vlak bij Boebastis bekend is om zijn seismische activiteit.
De koning was verantwoordelijk voor het stichten van een koninklijke begraafplaats in Saqqara. Dit is ten zuiden van het piramidecomplex van Djoser.

### Activiteiten
- Nieuwe residentie bij Thinis: Horus de schijnende ster;
- De tempel voor Netjer-Achty bij Boeto;

### Bewijzen / documenten
- Zegelafdrukken gevonden in een galerij onder de piramide van koning Oenas in Saqqara;
- Fragment van een kruik;
- Potten en kruiken
- Lijst van de drie eerste koningen van de tweede dynastie op de achterkant van de rechterschouder van een beeld van Redjit, een priester uit Saqqara;

## Graf
Over de locatie van de tombe van Hotepsechemoei bestaat enige onenigheid en tot op heden onbekend. Men vermoedt dat het gaat om tombe A te Saqqara.

## Galerij

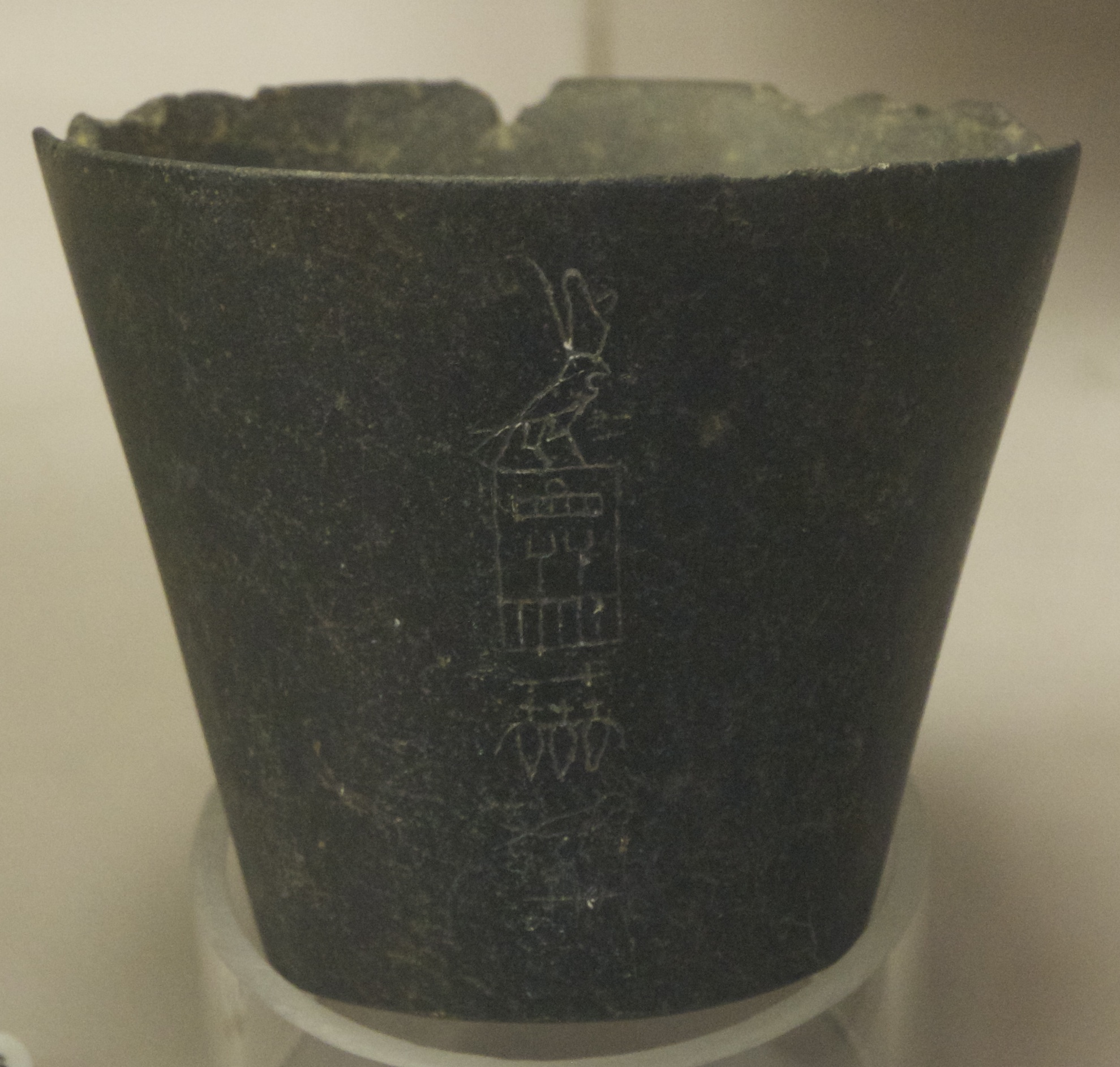
Stenen vaas van Hotepsechemoei Musee National des Antiquites, Saint-Germain-en-Laye
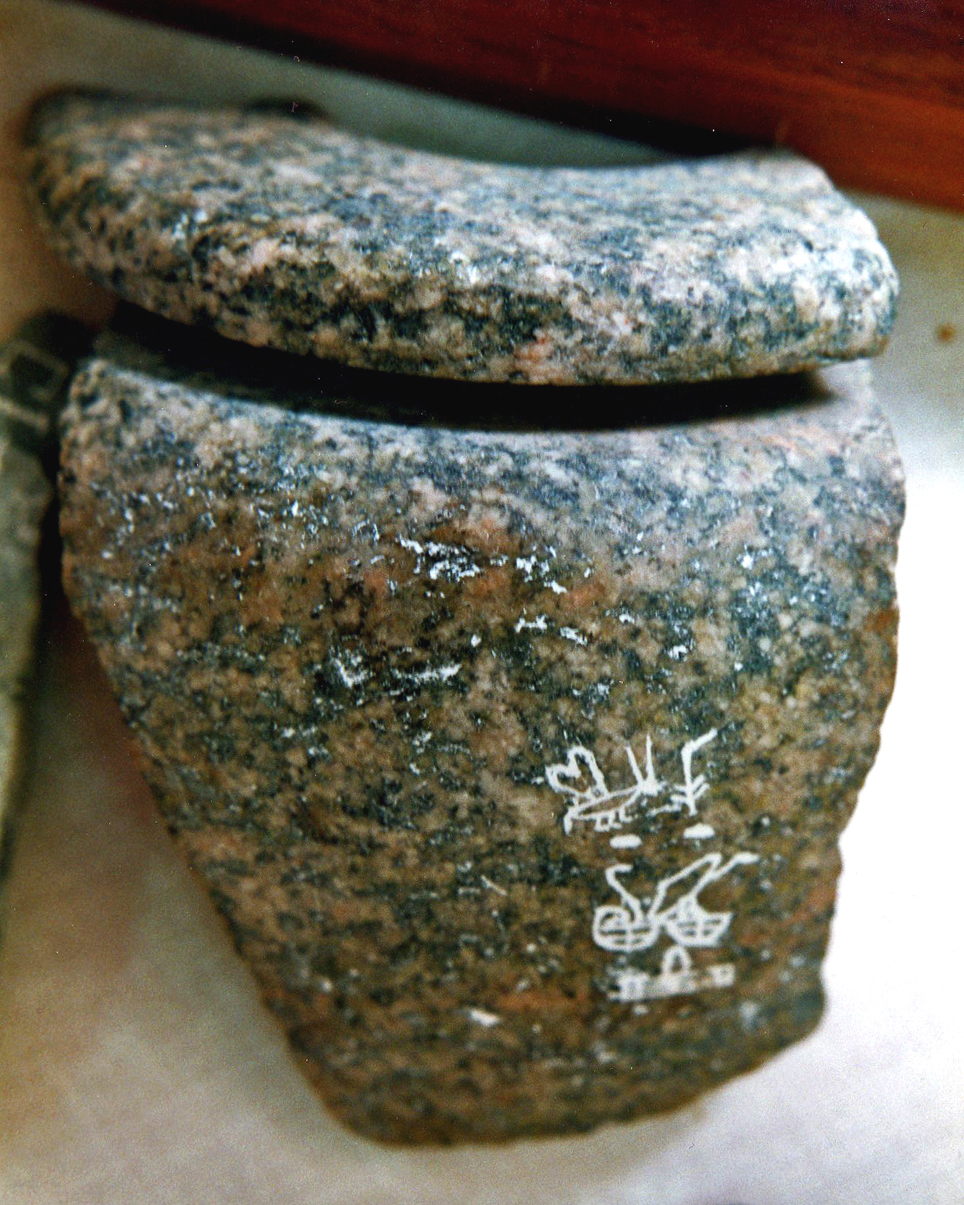
Fragment vaas van roze/groen graniet met de naam Hetep van farao Hotepsechemoei Egyptisch Museum Vindplaats galerij H en B van de piramide van Djoser
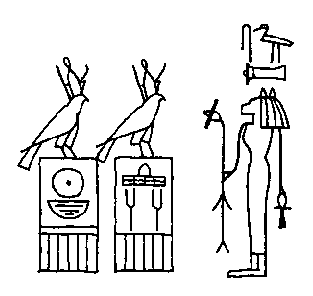
Inscriptie met de godin Bastet
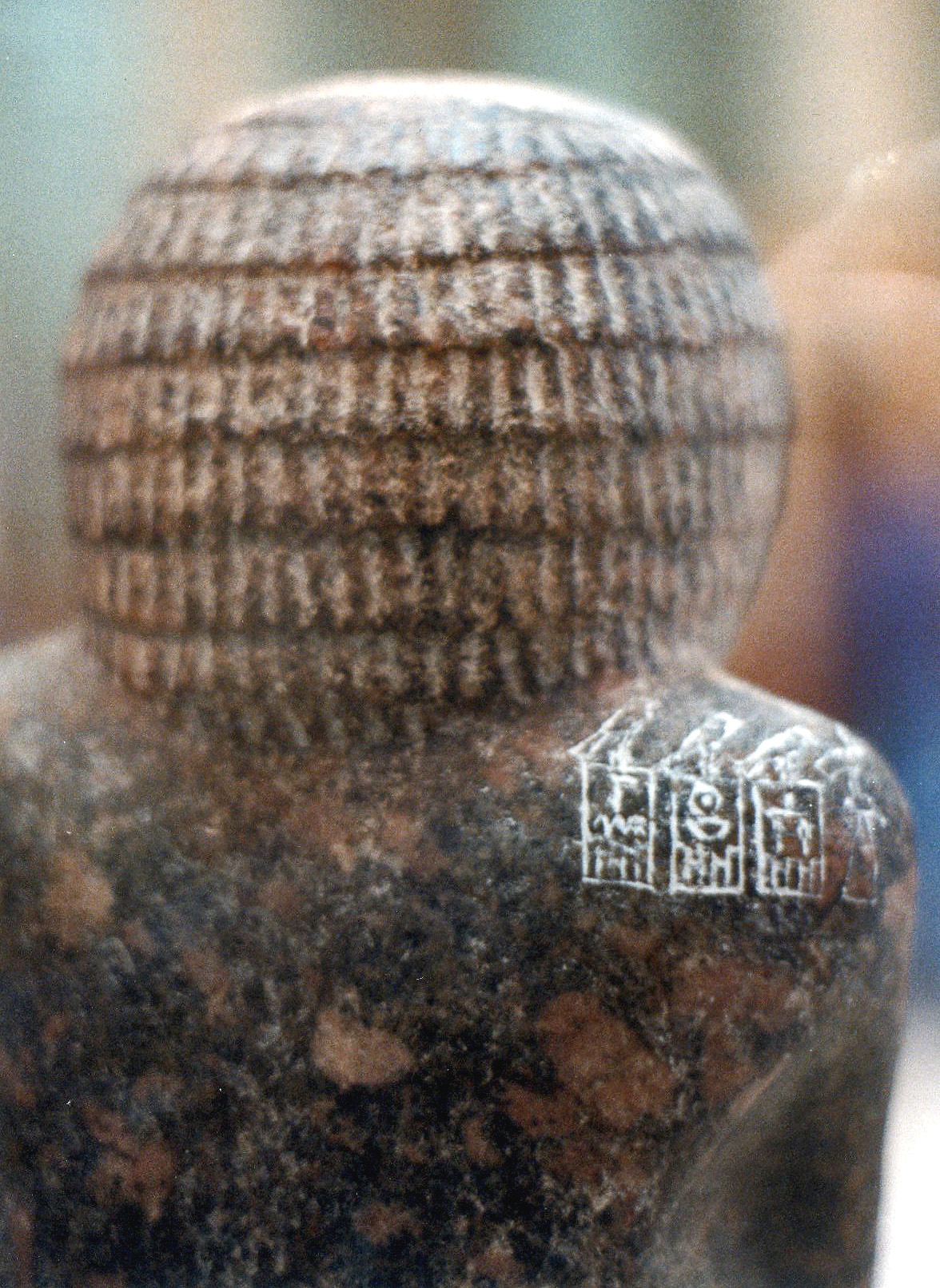
Inscripties op een beeld van priester Hotepdief met de serech van drie farao's, op volgorde, Hotepsechemoei, Raneb en Ninetjer Egyptisch Museum Vindplaats Memphis (1888)
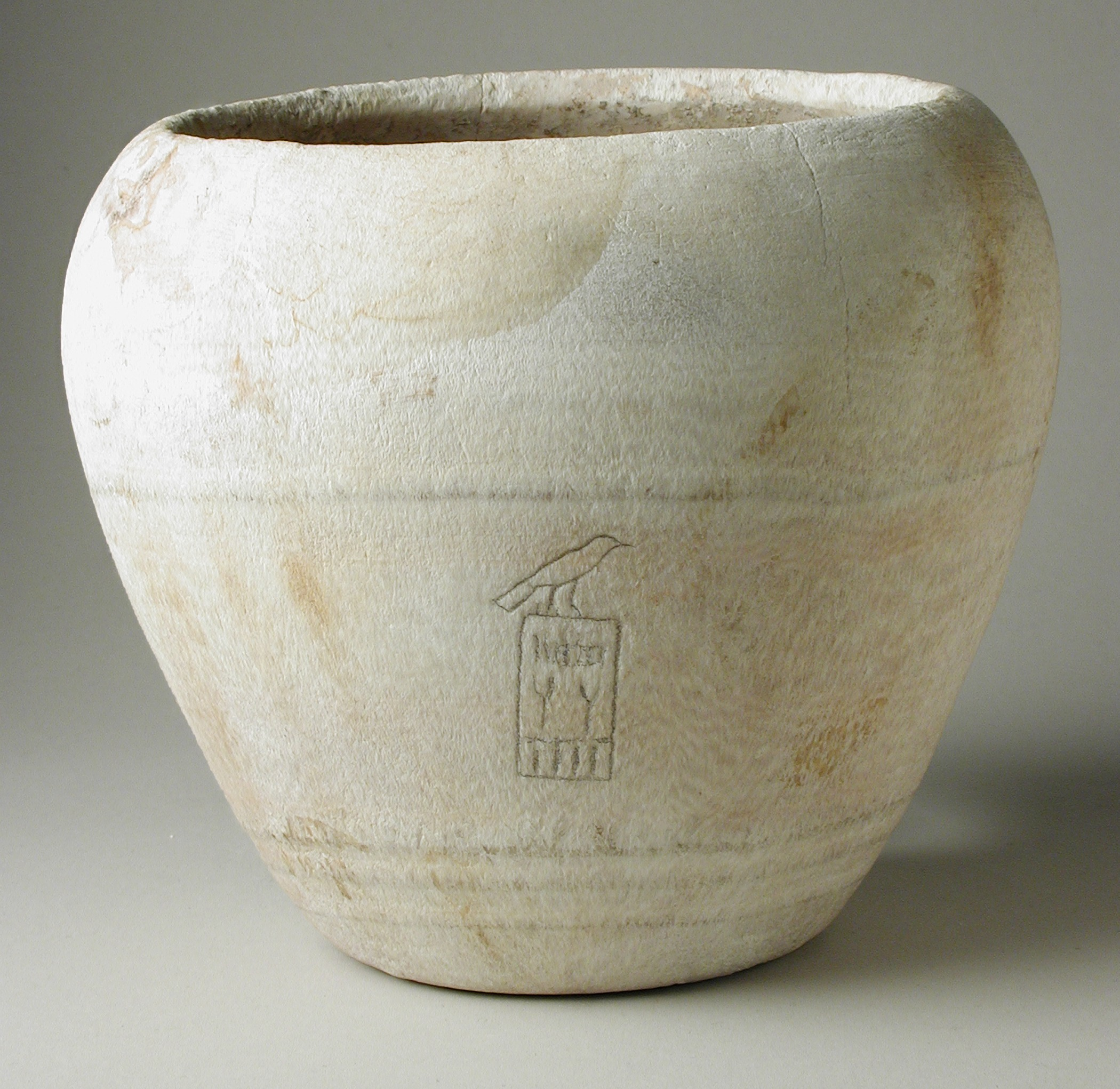
Pot met Horusnaam van Hotepsechemoei (3050-2687 v. Chr.), LACMA

## Externe bronnen
- (en)  xoomer.alice.it - artikel over Hotepsechemoei[dode link]